# Nannodiplax rubra
Nannodiplax rubra är en trollsländeart som beskrevs av Brauer 1868. Nannodiplax rubra ingår i släktet Nannodiplax och familjen segeltrollsländor. Inga underarter finns listade i Catalogue of Life.